# Bombové útoky na madridské vlaky 2004
Bombové útoky na madridské vlaky 2004 byly sérií koordinovaných teroristických útoků proti vlakovému systému ve španělském Madridu; cílem bylo usmrtit co největší množství lidí a ovlivnit výsledky tehdejších voleb, čehož bylo dosaženo.

## Útoky
| Národnost         | Úmrtí |
| ----------------- | ----- |
| Španělsko         | 142   |
| Rumunsko          | 16    |
| Ekvádor           | 6     |
| Bulharsko         | 4     |
| Polsko            | 4     |
| Peru              | 3     |
| Dominikánská rep. | 2     |
| Honduras          | 2     |
| Kolumbie          | 2     |
| Maroko            | 2     |
| Ukrajina          | 2     |
| Brazílie          | 1     |
| Chile             | 1     |
| Filipíny          | 1     |
| Francie           | 1     |
| Kuba              | 1     |
| Senegal           | 1     |
| Celkem            | 191   |

Útoky se odehrály ráno 11. března 2004. V důsledku výbuchů bylo zabito celkem 191 lidí a dalších 2057 zraněno. Celkově bylo použitých 13 časovaných bomb, ukrytých ve sportovních taškách. Bomby zanechali pachatelé v různých vlacích, spojujících předměstí Madridu s centrem města. Jako výbušnina byl použitý dynamit, Goma ECO 2 koupený ve Španělsku na černém trhu od zaměstnance dolů, v každé tašce bylo přibližně 10 kg trhaviny a minimum střepin nebo dokonce žádné kovové střepiny. Tři bomby na stanici Atocha zabily 29 lidí, ve stanici El Pozo zabily dvě bomby 67 lidí, 4 bomby zabily 64 lidí v Téllez a jedna bomba zabila 17 lidí ve stanici Santa Eugenia. Tři vlaky byly jednopatrové, pouze vlak ve stanici El Pozzo měl dvě patra. Bomby zničily 5 m dlouhé části vagónů a vytvořily smrtelný přetlak na ploše přibližně 25 m2 (cca 33 % plochy vagónu – přibližně 4 m každým směrem od nálože, odhadovaný počet pasažérů ve vagónu 80-100) Přetlak pro perforaci ušních bubínků na ploše 37 m2 (48 % plochy vagónu, 5 m od bomby). Množství kriticky a těžce zraněných bylo, jak je u bombových útoků obvyklé, omezené a dosahovalo 50-60 osob (již 5 m od nálože byl účinek tlakové vlny z hlediska smrtelnosti a ranivé schopnosti zanedbatelný, těla společně s vybavením vlaku zastavovala fragmenty).  177 obětí umřelo na místě a 14 v nemocnicích, přibližně 250 osob utrpělo perforaci ušních bubínků. Jako časovače byly použité mobilní telefony. Tři z bomb selhaly a byly rozebrány policejním pyrotechnikem. Teroristé celkem zakoupili 200 kg trhaviny. Kdyby bomby obsahovaly k 20 kg trhaviny místo 10, tak by na základě citovaných simulací počet obětí pravděpodobně vzrostl až čtyřem stovkám. Při použití více bomb v El Pozzo (dvoupatrové vozy) a detonaci veškeré trhaviny (200 kg, 10 – 13 bomb po 16 – 20 kg) by pak počet obětí mohl přesáhnout 500.
Vyšetřování
Mobil použitý jako jednoduchý časovač nevybuchlé bomby patřil k sérii asi 20 telefonů odkoupených v jistém obchodě jediným zákazníkem. Tato stopa vedla k sérii zatčení. Teroristé neopatrně použili další telefony z této série na běžné telefonování. Sledování čísel volaných z těchto mobilů a míst kde byly použity, vedlo policii jak k horníkovi, který skupině předal výbušniny, tak i k lokalizaci bytu, ve kterém se ukrývala skupina islámských extrémistů. Všichni přítomní členové skupiny zahynuli při úmyslném sebevražedném výbuchu, když si uvědomili, že jsou obklíčení policii.
Než byla skupina odhalena, pokusila se ještě uložit bombu na kolejích vysokorychlostního vlaku AVE. Ovšem byli při činu vyrušení a nestihli aktivovat uloženou bombu. Úspěšný útok na vlak s rychlostí 300 km/h by mohl vést k dalším stovkám obětí na životech. Většina členů teroristické skupiny byli policií známí drobní překupníci s drogami, arabského původu. Policie měla informace o jejich náboženské radikalizaci, těmto informacím ale nevěnovala dostatečnou pozornost.

## Politické následky útoků

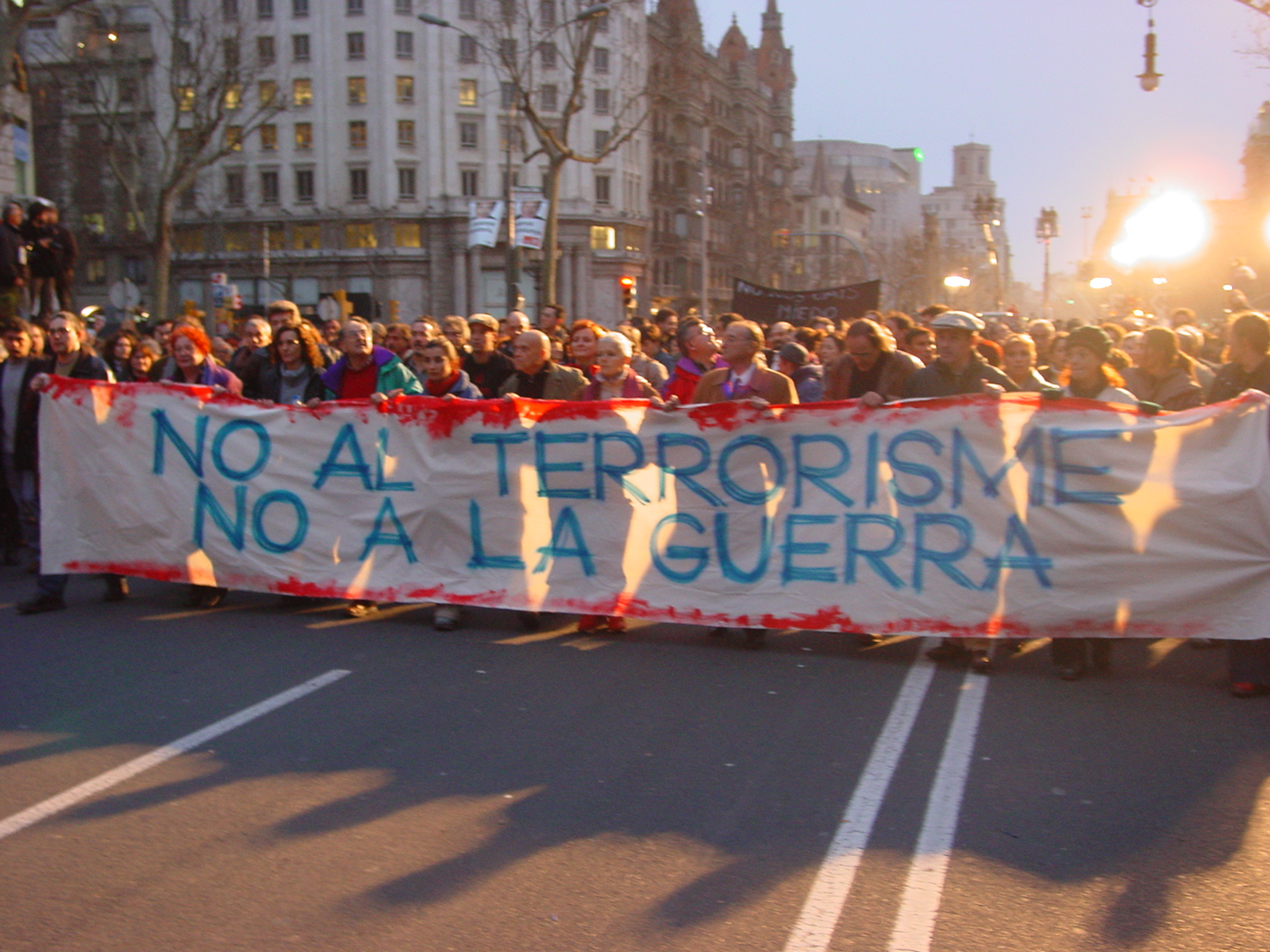
Demonstrace v Barceloně 12. března 2004 s transparentem: Ne terorismu. Ne válce.

Útoky se udály tři dny před všeobecnými parlamentními volbami, pravděpodobně s cílem ovlivnit jejich výsledek. Bezprostředně po útocích přicházelo do úvahy autorství výbuchů od dvou možných skupin:
1. ETA
2. Islámské skupiny

Přisouzení atentátu Islámské skupině by velmi poškodilo šance na znovuzvolení vládnoucí středo-pravicové Lidové strany, protože mnozí voliči by považovali islamistický útok za důsledek účasti Španělska na válce v Iráku. Účast Španělska na válce v Iráku byla silně podporovaná španělskou vládou navzdory značné nepopularitě mezi Španěly. Přisouzení atentátů separatistické organizaci ETA by nemělo jednoznačnou volební interpretaci, mohla by dokonce posilnit vládnoucí Lidovou stranu (PP), která v okamžiku voleb zastávala politiku tvrdé ruky proti skupině ETA a baskickému separatismu. Hlad po informacích a tlaky politických sil vedly po čas dalších několika dní, které zůstávaly do voleb, k informačnímu zmatku. Vláda byla mnohými obviněná z pokusu o zamlčování nepohodlných informací. V každém případě pravděpodobnost, že se jednalo o atentát, uskutečněný islamistickou teroristickou skupinou a dojem, že se vláda tento fakt snažila zatajit, vedl k masívní mobilizaci levicově orientovaných voličů.
Výsledek voleb byl neočekávaně příznivý pro středo-levicovou Španělskou socialistickou dělnickou stranu pod vedením Josého Luise Zapatera, která vyhrála volby a sestavila vládu. Zapaterova vláda krátce po svém vítězství stáhla španělské vojáky z Iráku. Zapaterova vláda také prováděla mnohem vstřícnější imigrační politiku než do té doby vládnoucí konzervativní Lidová strana (PP). Například v roce 2005 Španělsko zlegalizovalo pobyt 700,000 nelegálních přistěhovalců, včetně velkého počtu imigrantů z Maroka. V roce 2006 se do Španělska přistěhovalo 802,971 imigrantů a o rok později Španělsko přijalo přes 920,000 přistěhovalců.

## Soud
V roce 2007 proběhl soudní proces s 29 obviněnými, členy islamistické teroristické skupiny a jejich spolupracovníky, včetně španělského horníka, který prodal skupině výbušniny. Výsledky policejních vyšetřovaní a svědectví, představené po čas soudního procesu, potvrzují vinu obžalovaných. Ve spojitosti s teroristickými útoky bylo odsouzeno 21 lidí, čtyři osoby byly odsouzeny ke 40 letům vězení, což je nejvyšší španělský trest.

## Konspirační teorie
Politická interpretace útoků vedla k silnému rozdělení španělské společnosti a k zrodu konspiračních teorií, podle kterých byly útoky zorganizované masívní konspirační silou se zájmem na volební porážce vládnoucí pravice. Konspirace by zahrnovala Socialistickou stranu, ETA a tajné služby Maroka.
Podle této teorie by hlavním autorem byla ETA a tím pádem by porážka pravice ve volbách byla zmanipulovaná a nespravedlivá. Deník El Mundo uveřejnil sérii článků podporujících tuto teorii.
Organizace, reprezentující oběti těchto útoků, jsou také politicky rozdělené a jejich pravicová část se vytrvale pokouší zviditelnit teorie o autorství ETA.